# Acalypha multicanlis
Acalypha multicanlis é uma espécie de flor do gênero Acalypha, pertencente à família Euphorbiaceae.